# 徐英杰
徐英杰，中华人民共和国政治人物、外交官。
1992年，接替谢佑昆，担任中华人民共和国驻乌干达大使。1995年，由谭兴举接任。